# فريدرش الثاني (لاندغراف هسن-كاسل)
فريدرش الثاني (بالألمانية: Landgraf Friedrich II von Hessen-Kassel؛ 14 أغسطس 1720 - 31 أكتوبر 1785)؛ كان لاندغراف هسن-كاسل منذ 1760 حتى 1785، حكم الإمارة كطاغية مستنير، بحيث جمع الأموال من قبل استئجار جنود (اطلق عليهم "الهسنيون") لبريطانيا العظمى للمساعدة في خوض الحرب الثورية الأمريكية، وأيضا جمع أفكار التنوير مع القيم المسيحية، ورسم خطط الكاميرالية وذلك للسيطرة المركزية على الاقتصاد، واتجه نحو منهج العسكري تجاه الدبلوماسية الدولية.

## النشأة
ولد فريدرش بعام 1720 في كاسل في هسن-كاسل بحيث أنه ابن فيلهلم الثامن لاندغراف هسن-كاسل وزوجته دوروثيا فيلهلمين من ساكس-تسايتس، أصبح عمه فريدرش الأول لاحقاً ملك السويد، عُهد بتعليمه في البداية إلى العقيد أوغست موريتس فون دونوب، ثم منذ 1726 حتى 1733 إلى عالم اللاهوت والفيلسوف السويسري جان بيير دي كروساتس.

## الزواج والذرية
في 8 مايو 1740 تزوج بالوكالة في لندن، ثم في 28 يونيو تزوج شخصيًا في كاسل من الأميرة ماري الابنة الرابعة لـ جورج الثاني ملك بريطانيا العظمى وكارولين من براندنبورغ-أنسباخ، وأنجبت له أربعة أبناء:
1. فيلهلم (25 ديسمبر 1741 - 1 يوليو 1742).
2. فيلهلم الأول ناخب هسن (3 يونيو 1743 - 27 فبراير 1821).
3. كارل (19 ديسمبر 1744 - 17 أغسطس 1836)؛ هو جد كريستيان التاسع ملك الدنمارك.
4. فريدرش (11 سبتمبر 1747 - 20 مايو 1837)؛ هو جد الملكة لويز قرينة كريستيان.

في ديسمبر 1745 هبط فريدرش في اسكتلندا مع جيش قوامه 6000 جندي لدعم حماه جورج الثاني ملك بريطانيا العظمى في التصدي على تمرد اليعاقبة، على الرغم من أنه دعم "الخلافة البروتستانتية" في بريطانيا العظمى خلال هذه المناسبة ، إلا أنه تحول لاحقًا من الكالفينية إلى الكاثوليكية في فبراير 1749، قام فريدرش ووالده بزيارة رئيس أساقفة كولونيا كليمنس أغسطس البافاري الذي استقبل فريدرش في الكنيسة الكاثوليكية .
على الرغم من جهوده لدعم والدها، لم يكن زواج فريدرش بالأميرة البريطانية جيدًا، بحيث أصبح الزوجان يعيشان منفصلين عن بعضهما البعض بحلول عام 1747، وانفصلا رسميًا في عام 1755، انتقلت ماري نحو الدنمارك في العام التالي لرعاية أطفال شقيقتها الراحلة الملكة لويز التي توفيت عام 1751، جميع أطفالهما الثلاثة انتقلوا معها إلى الدنمارك، وتزوج لاحقاً اثنان منهم بما في ذلك ولي العهد فيلهلم من أميرات دنماركيات "بنات خالتهما"، في حين عاش الأبناء الأصغر سنًا بشكل دائم في الدنمارك، وترقوا إلى مناصب رفيعة في بلاط ابن خالتهم، عاد فيلهلم فقط إلى ألمانيا بعد أن ورث إمارة هاناو، وكما أصبح خليفته في منصبه لاندغراف هسن-كاسل.
توفيت ماري عام 1772 بهاناو، وبذلك تزوج مرة أُخرى في 10 يناير 1773 بـ برلين من مارغرافين فيليبينه ابنة فريدرش فيلهلم مارغريف براندنبورغ-شفيدت، لم يكن لهم أبناء.

## الحكم
بعد انفصاله رسميًا عن زوجته عام 1755 دخل فريدريش في الخدمة الفعلية بـ الجيش البروسي، في عام 1760، خلف والده في منصب لاندغراف هسن-كاسل، على الرغم من كونه كاثوليكية آنذاك، إلا أن الإمارة ظلت كالفينية، وكذلك نشأ أطفاله كبروتستانت في الدنمارك.
خلال القرنين 17 و18 كان الممارسات الشائعة إلى حد ما لإمارات الصغيرة هو تأجير قواتها لأمراء آخرين، ومع ذلك فقد تم تنفيذ هذه الممارسة بشكل مفرط في هسن-كاسل، والتي أبقت 7 ٪ من مجموع سكانها تحت حظر السلاح طوال القرن الثامن عشر، بحيث استجار فريدرش بالعديد من قواته لابن خاله جورج الثالث ملك بريطانيا العظمى لاستخدامها في حرب الثورية الأمريكية، وأصبح مصطلح "هسن" مصطلحًا أمريكيًا لجميع الجنود الألمان الذين استعارهم بريطانيا في الحرب، استخدم فريدرش الإيرادات لتمويل رعايته للفنون وأسلوب حياته الفخم، قام المهندس المعماري سيمون لويس دو ري بتحويل مدينة كاسل إلى عاصمة حديثة، توفي فريدرش في 1785، وخلفه ابنه فيلهلم التاسع والذي أصبح لاحقاً في 1803 بعد التنظيم الإمبراطوري ناخب هسن، إلا أن تم حل الإمبراطورية الرومانية المقدسة نهائياً في 1806.